# St. Marien (Hessisch Oldendorf)

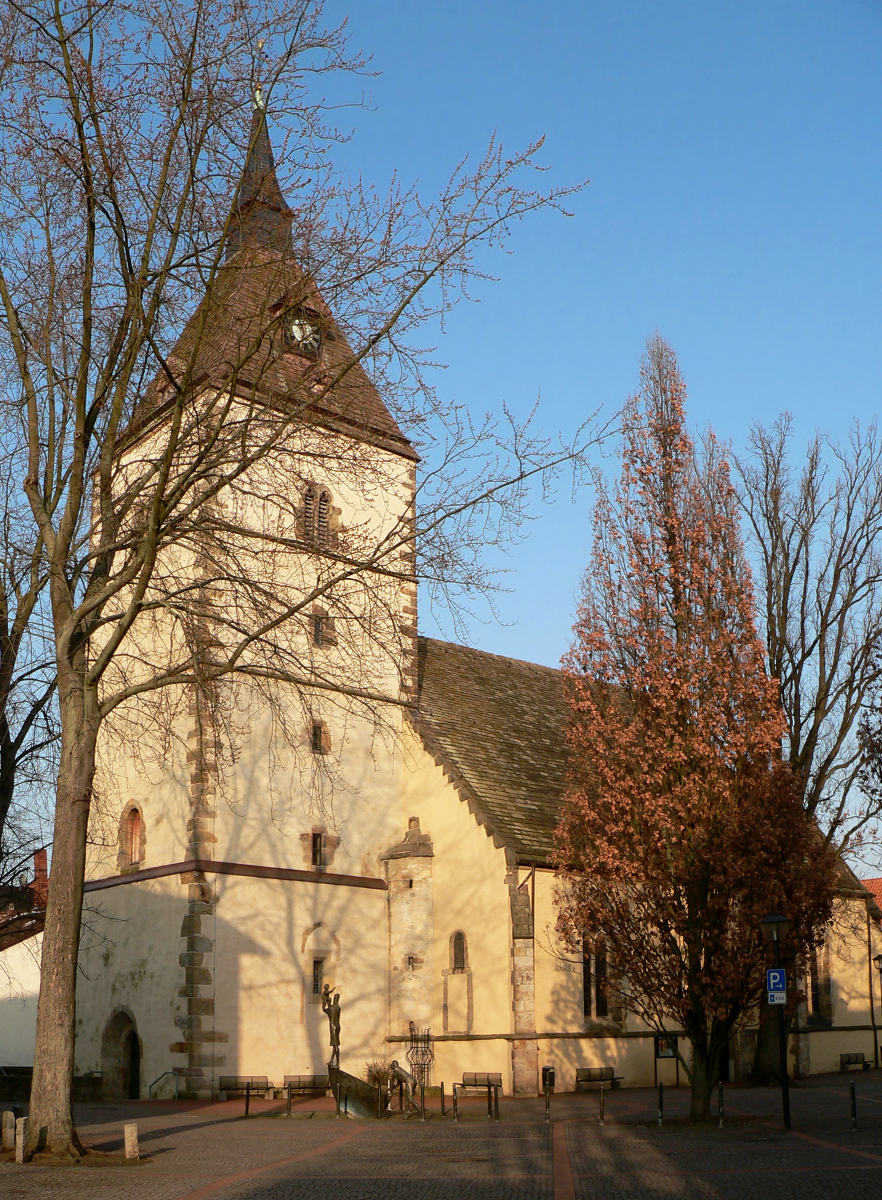
Stadtkirche St. Marien

Die Stadtkirche St. Marien steht in Hessisch Oldendorf, einer Stadt im Landkreis Hameln-Pyrmont in Niedersachsen. Die Kirchengemeinde gehört zum Kirchenkreis Grafschaft Schaumburg im Sprengel Hannover der Evangelisch-lutherischen Landeskirche Hannover.

## Beschreibung
1250 wird mit dem Bau der Hallenkirche aus drei Kirchenschiffen und des Kirchturmes begonnen. Das südliche Seitenschiff wird 1354, das Mittelschiff wird 1377 fertiggestellt. Das breitgelagerte Langhaus hat einen annähernd quadratischen Grundriss. Das Mittelschiff ist leicht querrechteckig, die Seitenschiffe sind längsrechteckig, der große rechteckige Chor ist dem Quadrat angenähert. Der Turm aus vier Geschossen ist mit einem Pyramidendach bedeckt, das sich in einer Laterne fortsetzt. Das Langhaus ist mit einem Satteldach aus Sollingplatten bedeckt. Der rot verputzte Außenbau ist durch weit vorspringende Strebepfeiler, schlanke spitzbogige Fenster und schlicht profilierte Gesimse gegliedert. Bei der Renovierung 1886 wurden die Maßwerkfenster mit Fischblasen durch schlichtes frühgotisches Fenster Maßwerk ersetzt. 
An der Nord- und Ostseite des Chors sind Grabkammern des örtlichen Adels: u. a. von Münchhausen aus dem 17. Jahrhundert und von  Mengersen datiert mit 1711. 
Das Taufbecken aus dem Jahr 1590 stammt von Mante Pelkinck, der Deckel ist am Gewölbe aufgehängt. Im Chor hängt ein Bild über das Abendmahl Jesu von 1590. Ein Altarretabel im südlichen Seitenschiff zeigt Bildnisse von Martin Luther und Philipp Melanchthon.